# 西尔维娅·毕奇
西尔维娅·毕奇（英语：Sylvia Beach，1887年3月14日—1962年10月5日），美国书商与出版商。毕奇出生于美国巴尔的摩，一生中绝大多数时间都在巴黎。她在巴黎创办了莎士比亚书店，是巴黎“迷惘的一代”的聚集地之一。她出版了詹姆斯·乔伊斯的意识流小说《尤利西斯》（1922）。

## 延伸阅读
- Meyers, Jeffrey. . London: Macmillan. 1985. ISBN 0-333-42126-4.
- Walsh, Keri. . New York City: Columbia University Press. 2010  [2019-03-12]. ISBN 978-0231145367. （原始内容存档于2019-03-12）.